# Fritz Hartnagel
Fritz Hartnagel, plus exactement Friedrich Hartnagel (né le 4 février 1917 à Ulm; mort le 29 avril 2001 à Stuttgart) est un officier allemand et un juriste. Il était fiancé avec Sophie Scholl, dont il épouse plus tard la sœur Elisabeth.
À l'occasion du 60e anniversaire de l'exécution de Sophie Scholl, ont été publiés les échanges épistolaires entre elle et Fritz Hartnagel.